# Gum 26
Gum 26, nota anche come RCW 42, è una piccola nebulosa a emissione visibile nella costellazione delle Vele.
Si osserva nella parte centro-meridionale della costellazione, circa 2° a nord della stella κ Velorum, facente parte dell'asterismo della Falsa Croce; può essere fotografata senza eccessive difficoltà con l'ausilio di filtri attraverso un telescopio di media potenza. La sua declinazione fortemente australe comporta che dalle regioni boreali la sua osservazione sia particolarmente difficoltosa già a nord della fascia tropicale (a nord del 38°N è sempre invisibile). Dall'emisfero australe invece è osservabile mediamente per quasi tutte le notti dell'anno. Il periodo migliore per la sua osservazione nel cielo serale va da dicembre a maggio.
La nebulosa giace al di là del Braccio di Perseo o forse sul bordo estremo del Braccio Sagittario-Carena, in una regione ultraperiferica della Via Lattea; si tratta di una regione H II di grandi dimensioni, una delle più massicce conosciute, la cui distanza è stimata sui 6400 parsec. La nube ospita un ammasso di sorgenti infrarosse profondamente immerso nei gas, indicato col numero 38 di un catalogo di ammassi infrarossi compilato nel 2003; questo studio indica però per la nebulosa una distanza superiore, fino a 7100 parsec.
Secondo alcuni studi, questa nebulosa è associata ad un chimney ("camino") galattico gigante, indicato con la sigla GSH 277+00+36; questa superbolla, del diametro di circa 600 parsec, attraversa per intero il piano galattico, avendo una lunghezza pari a 1000 parsec. La struttura appare estremamente massiccia, con una massa non inferiore a 870.000 M⊙, mentre la sua velocità di espansione sarebbe di circa 45 km s−1. Tramite queste stime è stata indicata un'età della superbolla di circa 20-25 milioni di anni, che per una struttura di queste dimensioni è comunque assai bassa. Ad essa è associata una gran quantità di idrogeno neutro, mentre la struttura a colonna che costituisce il corpo del chimney appare vuota all'interno. La sua origine non è ben compresa, dato che alla distanza in cui essa giace non è stato possibile individuare oggetti stellari o ammassi galattici in dissipazione; fra le varie possibilità è stata inclusa quella di un possibile impatto di una nube ad alta velocità col piano galattico.